# Estádio Municipal Coaracy da Mata Fonseca
O Estádio Coaracy da Mata Fonseca, também chamado de Fumeirão ou Municipal Arapiraca é um estádio de futebol da cidade de Arapiraca, no Estado de Alagoas, que atende o ASA e o Cruzeiro de Arapiraca. Sua capacidade é de 12.000 pessoas.

## História

### Construção e inauguração
O Dr. Coaracy da Mata Fonseca foi o vigésimo prefeito de Arapiraca. Ao assumir a prefeitura, no dia 30 de Janeiro de 1951, a cidade tinha apenas vinte e seis anos de emancipação.
Relatos dão conta da construção da via férrea naquela época, pela empresa Camilo Colier. Os seus funcionários encontravam no futebol uma das poucas, senão a única diversão. Atendendo as suas reivindicações, a empresa disponibilizou um terreno e ali construiu um campo de futebol. Assim surgiu o Ferroviário, um time amador, coincidentemente das mesmas cores do ASA: preto e branco.
Com o término das obras da rede ferroviária, a cidade ficou sem as animadas pelejas promovidas pelos muitos funcionários daquela empresa nos dias de Domingo. Daí surgiu a iniciativa de alguns ilustres cidadãos arapiraquenses de fundar um clube de futebol e, no dia 25 de Setembro de 1952, nasceu a então Associação Sportiva Arapiraquense nas cores alvinegras.
O Dr. Coaracy adquiriu o terreno e construiu o estádio, que recebeu o seu nome e ali, desde a fundação, o ASA passou a mandar os jogos. No ano seguinte, em sua primeira disputa, conquistaria o título de campeão alagoano de 1953.
O estádio Municipal de Arapiraca, localizado à Avenida Ventura de Farias, às margens da linha férrea, até o ano de 1977 não tinha iluminação artificial, gramado, nem lances de arquibancadas. O público assistia aos jogos em pé diante do alambrado no entorno das quatro linhas do campo de terra batida. Os torcedores carinhosamente o denominavam de “o Poeirão”, haja vista a poeira propagada pelo vento e pelas chuteiras dos atletas.

### Reformas
No início de 1976, o Fumeirão recebeu as primeiras melhorias, por conta disso, o ASA não disputou nenhuma partida em Arapiraca no campeonato alagoano daquele ano. No dia 29 de Outubro de 1977, o Estádio Coaracy da Mata Fonseca deixou de ser o Poeirão.
Recebera um gramado impecável, fosso divisor da torcida com o campo de jogo; refletores e lances de arquibancadas. A partida de reinauguração foi contra o “leão da ilha”, como é chamado carinhosamente o Sport Club do Recife e o placar terminou com a vitória dos pernambucanos por 2 a 0.
Posteriormente, após algumas melhorias de menor expressão ao longo dos anos, o estádio teve, em 2010, a sua maior transformação desde aquela promovida pelo prefeito Agripino Alexandre, em 1976. Na administração do prefeito Luciano Barbosa, o fosso foi suprimido; o gramado inteiramente substituído; nova iluminação; ampliação das arquibancadas da ala oeste; novas cabines de rádio e televisão; vestiários; uma nova fachada, enfim, o Fumeirão ganhou uma cara nova. Após essa intervenção, o estádio passou a ter uma capacidade de público estimada em 15.000 pessoas.